# Qu Bo
Qu Bo (曲波) (* 15. Juli 1981 in Tianjin) ist ein ehemaliger chinesischer Fußballspieler. Er nahm mit der chinesischen Nationalmannschaft an der Fußball-Weltmeisterschaft 2002 in Japan und Korea teil und ist auch aktuell Mitglied des Nationalteams.

## Vereinskarriere
Qu Bo begann seine Karriere bei Qingdao Jonoon im Jahr 2000, wo er sich aufgrund seiner Schnelligkeit sehr schnell als Stammspieler etablierte. Seit 2009 spielt er für Shaanxi Chanba.

## Internationale Karriere
Qu Bo zog erstmals während der asiatischen U-19-Meisterschaft die Augen auf sich, als er vier Tore für sein Land erzielte. Der damalige Nationaltrainer der chinesischen Nationalmannschaft, Bora Milutinović, wurde rasch aufmerksam und berücksichtigte Qu Bo für das Aufgebot zur FIFA-Weltmeisterschaft 2002 in Japan und Südkorea. Er war allerdings kein Stammspieler und wurde für die Asienmeisterschaft 2004 nicht berücksichtigt. Allerdings absolvierte er viele WM-Qualifikationsspiele.